# 奇幻逆緣
 是一部於2008年上映的美國奇幻愛情劇情電影，劇情自法蘭西斯·史考特·費茲傑羅的1922年同名短篇小說改編，華納兄弟發行。為大卫·芬奇執導，並由艾瑞克·羅斯編劇，布萊德·彼特、凱特·布蘭琪、泰拉姬·P·漢森、茱莉亞·歐蒙、傑森·弗萊明、伊萊亞斯·科泰斯與蒂妲·絲雲頓等人主演。故事講述一名自出生便是老人、但會隨著時間流逝愈加年輕的男子班傑明·巴頓與兒時玩伴黛絲·富勒，兩者在生命中交織的經歷。
電影於2008年12月25日在美國上映，獲得的評價以正面居多，編劇、配樂、布萊德·彼特與凱特·布蘭琪的演技獲得好評。

## 劇情
故事以倒敘方式，由臨終前的女主角黛絲·富勒與其女兒卡洛琳讀出主角班傑明·巴頓遺下的日記，而開始其傳奇故事。班傑明的身體相當奇特，出生時就像85歲的老嬰兒。母親為了生他而難產去世，後被父親湯瑪斯視為怪胎遺棄到養老院。無法生育的黑人女護工昆妮收养了他，并为他取名班傑明。接着，班傑明開始逆着常人成長的定律長大，身體隨着年齡的增長變得稍有活力。他在養老院里度过童年。1930年，12（73）歲的班傑明遇上了富勒太太8歲的孙女黛絲，善良而親切的黛絲溫暖了班傑明。逐渐成长的班傑明后成為雀喜號的水手。一次，他的父亲托马斯偶然与班傑明相遇，邀他饮酒，但没有与班傑明相认。
1936年，18（67）歲的班傑明离开黛絲，随船出海周游，期间他不断寄回明信片给黛絲，他們之間的情緣從此埋下種子。摩尔曼斯克的旅馆中，班傑明遇到了已婚妇人伊丽莎白·亚伯特，两人譜出一段戀情。之後伊麗莎白與班傑明離別。不久日本偷袭珍珠港，雀喜號被美国海军征用，从事打捞搜救的工作。在一次战争中，其拖船與敵方相遇，兩者同歸於盡，最終只有他一人生還，往昔的同事纷纷先他而去。这些经历使他对人生生命有了全新的认识。1945年5月，26（59）歲的班傑明回到疗养院巧遇黛絲，这时班傑明已成了50多岁的成年男人。黛絲成為芭蕾舞團中的唯一一位美國人，事业如日中天，与另一位男演员相爱，看到此景，班傑明离开了黛絲，並在外度过一段风流岁月，慢慢地他的身体变得如同40岁的成熟男人。
他获得父亲托马斯的邀请，在酒席上他得知了自己的身世。此时托马斯已身患重疾，将自己140年的家族生意——鈕扣廠交给班傑明。不久，湯瑪斯去世，班傑明與昆妮一同出席了葬礼。不巧，黛絲在巴黎表演期間由于一系列偶然之下，在街上遭车祸，讓她无法重回芭蕾舞舞台。班傑明·巴頓接到電報後到訪，但自尊心強烈的黛絲拒絕他的幫助，两人未能更进一步的相戀。1962 年春，黛絲回到养老院，與44（41）歲的班傑明重逢，两人自組家庭並开始了浪漫的婚姻生活，这时他的身体变成了30多岁的男人。随后，黛西成為舞蹈學校師，並有了一个女儿，班傑明·巴頓意识到他将继续变小，最后将变成小孩子一样，为了能给黛西一个正常的生活，他将所有房产、产业变卖，然后將賣得的錢交给黛西后离去。他又一次开始周游世界的旅程，而黛西則改嫁給一位鰥夫。
10多年后，两人再次相见。班傑明给了黛絲寄来准备交给女儿的提前填写的明信片。數年後，班傑明随后体型变成小孩，回到療養院中倒頭便睡，記憶开始衰退之下，警察在其背包上找到其日記並把其交給黛絲。黛絲像照顾自己孩子一样照顾他，在他成為不受控的小小孩後與他同住，把他當孫子帶。最后在2003年，班傑明变成婴儿躺在黛絲怀中闭上眼睛。此时作为回忆人的黛絲躺在医院里，颶風卡崔娜吹袭美國南部之时，悄悄离开人世。

## 角色
- 布萊德·彼特 飾演 班傑明·巴頓，一名出生時身體年齡為85歲、身體會隨著時間流逝日漸年輕的男性。

- 凱特·布蘭琪 飾演 黛絲·富勒，班傑明的戀人，卡洛琳的母親。7歲及10歲時的黛絲分別由艾麗·芬寧與曼德森·貝蒂（英语：Madisen Beaty）飾演。

- 泰拉姬·P·漢森 飾演 昆妮，班傑明的養母。

- 茱莉亞·歐蒙 飾演 卡洛琳·富勒，班傑明與黛絲的女兒。2歲及12歲時的卡洛琳分別由莎羅·裘莉-彼特與卡塔·休沃斯飾演。

- 傑森·弗萊明 飾演 湯瑪斯·巴頓，班傑明的父親。

- 馬赫夏拉·阿里 飾演 提茲，與昆妮是對戀人。

- 蒂妲·絲雲頓 飾演 伊莉莎白·亞伯特，有夫之婦，曾與班傑明有過一段戀情。

- 傑瑞德·哈里斯 飾演 麥克·克拉克船長，雀喜號的船長。

- 伊萊亞斯·科泰斯（英语：Elias Koteas） 飾演 蓋托先生，盲眼鐘錶匠。

- 菲莉絲·桑莫薇（英语：Phyllis Somerville） 飾演 富勒太太，黛絲的祖母。

- 艾德·梅茨格（英语：Ed Metzger） 飾演 西奧多·羅斯福，美國第26任總統。

## 製作

### 發展
1994年夏天，馬利蘭電影辦公室的首長傑克·格柏斯考慮將法蘭西斯·史考特·費茲傑羅以巴爾的摩為背景的小說《班傑明的奇幻旅程》拍成電影。1998年10月，編劇羅賓·史威考德為導演朗·霍華撰寫了一份改編劇本，並計劃讓約翰·屈伏塔主演。2000年5月，派拉蒙影業聘用編劇吉姆·泰勒改編小說，並打算讓導演史碧·莊斯執導。當時，編劇查理·考夫曼也曾經草擬過另一份劇本。
到了2003年6月，導演加利·羅斯（Gary Ross）和片商協議，希望自己能執導編劇艾瑞克·羅斯（Eric Roth）起草的新劇本。2004年5月，華納兄弟和派拉蒙合資計劃，最初決定由派拉蒙負責海外市場，華納負責國內上映，後來雙方同意交換。同一個月內，導演大衛·芬查介入，希望片商可以讓自己取代羅斯執導電影。2005年5月，演員畢·彼特和姬蒂·白蘭芝成為兩位角色班傑明·巴頓和黛西的演出人選。7月，芬查再度建議片商容許自己能緊接地執導《奇幻逆緣》和《殺謎藏》，首先製作的是《殺謎藏》。

#### 劇本
雖然電影名義上是改編自法蘭西斯·史考特·費茲傑羅的同名作品，但電影內容只有小部分來自該小說。有部分人指出大部分情節是與安德魯·西恩·格利爾的小說《愛情的謎底》（The Confessions of Max Tivoli）相同，不過，劇本的早期草案在小說出版前已經完成。
本作導演改編作品的靈感，部分來自於作者法蘭西斯·史考特·費茲傑羅的真實人生，他將真人的性格置入電影劇情，當然也扭轉了原著中部份人性醜陋的一面。在原著裡，兩位主角的兒子原本是唾棄自己明明年邁卻看似孩童的父親，甚至要父親稱他為叔叔；但電影中兒子被改編成女兒，法蘭西斯·史考特·費茲傑羅也有一個女兒，男主角日日寫明信片給女兒，就像浪漫的作者對女兒的父愛的傾訴。原著中外表越來越年輕的男主角，漸漸嫌棄自己年邁的妻子，但在電影中，班傑明卻是無比的浪漫，因為他出生時首先就經歷了蒼老，感受生離死別，為了避免他最愛的家人感受這樣的哀淒，為了供給女兒一個建全的家庭，他賣掉了父親遺留給他的工廠，將所有錢留下，而自己決然遠走。但故事最後，班傑明·巴頓還是回到了黛西身邊，兩人直到終老都在一起。這樣的電影情節改編，部分影評人認為這是導演用於紀念法蘭西斯·史考特·費茲傑羅的情操。

### 選角
2006年9月，蒂達·史雲頓、傑森·弗萊明和泰拉姬·漢森也成為電影其他角色的演出人選。10月，拍攝開始前夕，茱莉亞·歐蒙被選定演出黛西的女兒。

### 攝製
為享有路易斯安那州退稅優惠，新奧爾良與週邊地區被選作《奇幻逆緣》的拍攝地點，開拍日期定在2006年10月。《奇幻逆緣》於2006年11月6日在新奧爾良正式開拍，翌年1月，姬蒂·白蘭芝加入拍攝。拍攝期間，大衛·芬查曾讚揚新奧爾良鄉郊和市區的場景都可方便抵達，颶風卡崔娜並無造成不尋常阻礙。3月，拍攝地點移到洛杉磯進行另外兩個月的拍攝。主要攝影工作在150日內完成，後期製作需要一些額外時間為畢·彼特角色製作視覺效果。整體製作在2007年9月完成。

### 音樂
法國作曲家亞歷山大·德斯普拉負責了電影的配樂工作，他起用荷里活交響樂團（Hollywood Studio Symphony）87人團隊在索尼配樂舞台（Sony Scoring Stage）進行錄音。電影的第一段預告片採用了卡米爾·聖桑的《動物嘉年華》的〈水族館〉選段，由來自倫敦南部的天樂創世紀少年合唱團演唱。國際版預告片則採用了歌曲〈A Moment of Greatness〉。其中一個電視廣告出現了Arcade Fire的〈My Body is A Cage〉，某些廣告就有APM音樂流動電影合集《Cinematic Emotions & Drama》的歌曲〈The Return〉；還有一些在電影《逃獄三王》出現過的歌曲，包括〈Didn't Leave Nobody But the Baby〉和〈I'll Fly Away〉，都是出自不同的錄音版本。電影終結時重現了班傑明學過的鋼琴樂曲，那是斯科特·喬普林的圓舞曲〈Bethena: A Concert Waltz〉。

## 發行
《奇幻逆緣》在美國的上映日期最初定於2008年5月，後來推遲至同年11月26日，最後才敲定為12月25日聖誕節。

### 評論
外界對《奇幻逆緣》的評論多為正面。至2009年1月24日，爛番茄網站中169篇評論中正面評價佔72%，當中又有77%的「Top Critics」（知名評論人）給予正面評價。在Metacritic中，36篇評論中得出平均分70分。Yahoo! Movies則根據網上評論得出平均分B+。

### 十佳列表
《奇幻逆緣》在被多個機構列作十佳影片。根據電影城市新聞〔Movie City News〕調查所得，在286個十佳列表中，本片在79個中出現，數量在2008年上映電影中排行第六。根據網站CriticsTop10，在包含本片的136個十佳列表裏，有12個將其列作第一，數量也是排行第六。
- 第一名－Michael Sragow，《巴尔的摩太阳报》[29]
- 第一名－Ben Lyons，《At the Movies》
- 第三名－Joe Morgenstern，《華爾街日報》[29]
- 第三名－Kirk Honeycutt，《好莱坞记者报》[29]
- 第五名－Frank Scheck，《好莱坞记者报》[29]
- 第五名－Lou Lumenick，《紐約郵報》[29]
- 第六名－James Berardinelli，ReelViews[29]
- 第六名－Kyle Smith，《紐約郵報》[29]
- 第六名－Richard Corliss，《時代雜誌》[29]
- 第八名－Stephen Farber，《好莱坞记者报》[29]
- 第九名－Rene Rodriguez，《迈阿密先驱报》[29]

## 獎項
| 獎項               | 項目             | 得獎人                       | 結果 |
| ------------------ | ---------------- | ---------------------------- | ---- |
| 奧斯卡金像獎       | 最佳影片         |                              | 提名 |
| 奧斯卡金像獎       | 最佳導演         | 大衛·芬查                    | 提名 |
| 奧斯卡金像獎       | 最佳男主角       | 畢·彼特                      | 提名 |
| 奧斯卡金像獎       | 最佳女配角       | 泰拉姬·漢森                  | 提名 |
| 奧斯卡金像獎       | 最佳改編劇本     | 艾瑞克·羅斯、羅賓·史威考德   | 提名 |
| 奧斯卡金像獎       | 最佳剪輯         |                              | 提名 |
| 奧斯卡金像獎       | 最佳攝影         |                              | 提名 |
| 奧斯卡金像獎       | 最佳藝術指導     |                              | 獲獎 |
| 奧斯卡金像獎       | 最佳服裝設計     |                              | 提名 |
| 奧斯卡金像獎       | 最佳化妝         |                              | 獲獎 |
| 奧斯卡金像獎       | 最佳原創配樂     | 亞歷山大·德斯普拉            | 提名 |
| 奧斯卡金像獎       | 最佳音效合成     |                              | 提名 |
| 奧斯卡金像獎       | 最佳視覺效果     |                              | 獲獎 |
| 英國電影學院獎     | 最佳影片         |                              | 提名 |
| 英國電影學院獎     | 最佳導演         | 大衛·芬查                    | 提名 |
| 英國電影學院獎     | 最佳男主角       | 畢·彼特                      | 提名 |
| 英國電影學院獎     | 最佳改編劇本     | 艾瑞克·羅斯                  | 提名 |
| 英國電影學院獎     | 最佳音樂         | 亞歷山大·德斯普拉            | 提名 |
| 英國電影學院獎     | 最佳剪輯         |                              | 提名 |
| 英國電影學院獎     | 最佳攝影         |                              | 提名 |
| 英國電影學院獎     | 最佳服裝設計     |                              | 提名 |
| 英國電影學院獎     | 最佳化妝及髮型   |                              | 獲獎 |
| 英國電影學院獎     | 最佳艺术指导     |                              | 獲獎 |
| 英國電影學院獎     | 最佳視覺效果     |                              | 獲獎 |
| 奧斯汀影評人協會獎 | 最佳女配角       | 泰拉姬·漢森                  | 獲獎 |
| 廣播影評人協會獎   | 最佳影片         |                              | 提名 |
| 廣播影評人協會獎   | 最佳男主角       | 畢·彼特                      | 提名 |
| 廣播影評人協會獎   | 最佳女主角       | 姬蒂·白蘭芝                  | 提名 |
| 廣播影評人協會獎   | 最佳導演         | 大衛·芬查                    | 提名 |
| 廣播影評人協會獎   | 最佳女配角       | 泰拉姬·漢森                  | 提名 |
| 廣播影評人協會獎   | 最佳演員         |                              | 提名 |
| 廣播影評人協會獎   | 最佳編劇         | 艾瑞克·羅斯                  | 提名 |
| 廣播影評人協會獎   | 最佳配樂         | 亞歷山大·德斯普拉            | 提名 |
| 金球獎             | 最佳戲劇類影片   |                              | 提名 |
| 金球獎             | 戲劇類最佳男主角 | 畢·彼特                      | 提名 |
| 金球獎             | 最佳導演         | 大衛·芬查                    | 提名 |
| 金球獎             | 最佳劇本         | 艾瑞克·羅斯                  | 提名 |
| 金球獎             | 最佳原創配樂     | 亞歷山大·德斯普拉            | 提名 |
| 全美影評人協會獎   | 十大影片         |                              | 獲獎 |
| 全美影評人協會獎   | 最佳導演         | 大衛·芬查                    | 獲獎 |
| 全美影評人協會獎   | 最佳改編劇本     | 艾瑞克·羅斯                  | 獲獎 |
| 衛星獎             | 最佳改編劇本     | 艾瑞克·羅斯及羅賓·史威考德   | 提名 |
| 衛星獎             | 最佳艺术指导     | Donald Graham Burt及Tom Reta | 提名 |
| 衛星獎             | 最佳攝影         | Claudio Miranda              | 提名 |
| 衛星獎             | 最佳服裝設計     | Jacqueline West              | 提名 |
| 華盛頓影評人協會獎 | 最佳藝術指導     |                              | 獲獎 |

## 書籍
| 出版日期 | 書名                 | 作者             | 譯者                 | 出版社 | ISBN               |
| -------- | -------------------- | ---------------- | -------------------- | ------ | ------------------ |
| 2009年   | 《班傑明的奇幻旅程》 | 史考特．費茲傑羅 | 柔之、林惠敏、鄭天恩 | 新雨   | ISBN 9789862270264 |

## 外部連結
- 互联网电影数据库（IMDb）上《奇幻逆緣》的资料（英文）
- AllMovie上《奇幻逆緣》的资料（英文）
- 爛番茄上《奇幻逆緣》的資料（英文）
- Metacritic上《奇幻逆緣》的資料（英文）
- Box Office Mojo上《奇幻逆緣》的資料（英文）